# 1959

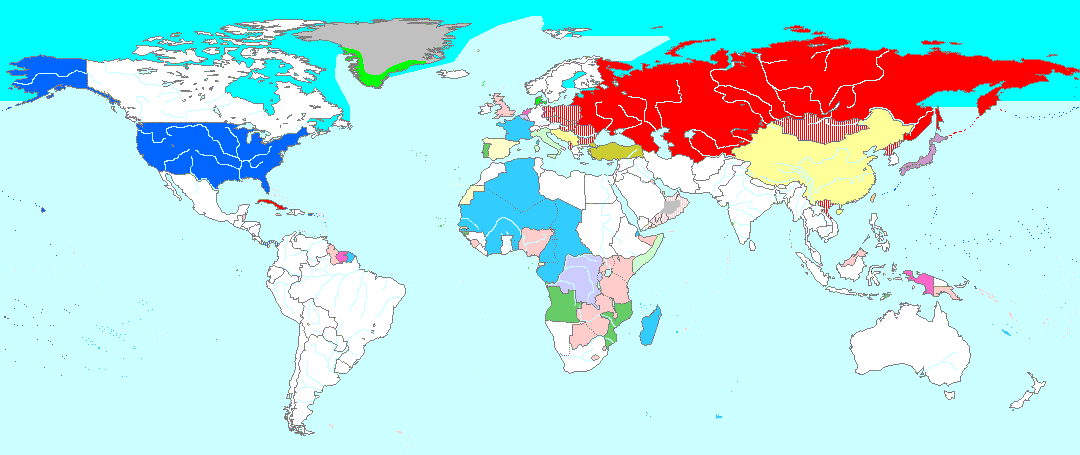
Il mondo nel 1959

Il 1959 (MCMLIX in numeri romani) è un anno  del XX secolo.

## Eventi
- Al congresso mondiale IUPAC viene stabilita l'attuale nomenclatura chimica.
- Per la prima volta in Europa, l'ENI allestisce al largo di Gela, provincia di Caltanissetta, un pozzo petrolifero marino, il "Gela mare 21".
- La Banca d'Italia dismette la coniazione delle monete da 1 lira.

### Gennaio
- 1º gennaio – Cuba: il dittatore Fulgencio Batista abbandona l'Avana. Fidel Castro entra nella capitale cubana in testa alle sue truppe.
- 2 gennaio – l'Unione Sovietica lancia nello spazio Luna 1, il primo oggetto costruito dall'uomo ad uscire dall'orbita terrestre.
- 3 gennaio – USA: l'Alaska entra nell'Unione, diventandone il 49º stato.
- 4 gennaio - Scoppiano nel Congo belga le rivolte di Leopoldville (l'attuale Kinshasa) contro le autorità coloniali
- 6 gennaio – Bologna: Giuseppe Dossetti, ex politico e parlamentare democristiano, esponente della sinistra del partito, riceve l'ordinazione sacerdotale.
- 8 gennaio – Francia: al Palazzo dell'Eliseo, René Coty, ultimo presidente della Quarta Repubblica, passa le consegne a Charles de Gaulle, primo presidente della nuova Costituzione.
- 26 gennaio – Italia: cade il secondo governo Fanfani. Il politico abbandonerà anche la carica di segretario della Democrazia Cristiana.

### Febbraio
- Spagna – Viene fondata l'ETA.
- 2 febbraio – Incidente del passo di Djatlov. La notte del 2 febbraio 1959, nove escursionisti accampati nella parte settentrionale dei monti Urali morirono per cause rimaste sconosciute.
- 3 febbraio – in un incidente aereo perdono la vita i giovani musicisti Richie Valens, Buddy Holly e J.P. "The Big Bopper" Richardson. È ricordato come il giorno in cui morì la musica.
- 13 febbraio – inizia la commercializzazione della bambola Barbie.
- 19 febbraio – Cipro diventa indipendente con il trattato anglo-greco-turco.

### Marzo
- Tibet: dopo violenti scontri con gli occupanti cinesi, il Dalai Lama trova rifugio in India.
- 9 marzo – viene venduta la prima Barbie, bambola destinata ad avere un enorme successo commerciale.
- 10 marzo – la resistenza tibetana culmina in una grande sollevazione popolare repressa dal governo cinese.
- 11 marzo – i Paesi Bassi vincono l'Eurovision Song Contest, ospitato a Cannes, Francia.
- 17 marzo – Tenzin Gyatso, XIV Dalai Lama, fugge dal Tibet alla volta dell'India.
- 29 marzo – la Cina, dopo la rivolta nel Tibet, scioglie il governo tibetano ed insedia il Panchen Lama.

### Aprile
- Cina: il governo cinese chiude le frontiere con l'India.
- 13 aprile – Italia: viene inaugurato ad Ispra, provincia di Varese, il primo reattore nucleare italiano.
- 25 aprile – primo caso di AIDS di cui si ha notizia (l'inizio ufficiale dell'epidemia verrà fissato alla data del 5 giugno 1981).

### Maggio
- 17 maggio – Cuba: Fidel Castro annuncia alla radio l'approvazione della legge per la riforma agraria.

### Giugno
- Cuba: sono espropriati i terreni dei possedimenti agrari americani.
- 1º giugno – Tunisia: viene adottata la prima Costituzione repubblicana.
- 3 giugno – Singapore: viene proclamato l'autogoverno all'interno del Commonwealth.

### Luglio
- 5 luglio – Israele: il primo ministro Ben Gurion rassegna le proprie dimissioni.
- 21-31 luglio – Romania: si svolgono a Brașov, con la partecipazione di sette nazioni, le prime Olimpiadi internazionali della matematica.

### Agosto
- 3 agosto - Massacro di Pidjiguiti: a Bissau, nella colonia portoghese della Guinea, con la morte di 50 manifestanti.
- 12 agosto – viene fondata l'Accademia messicana di scienze.
- 13 agosto – Volvo introduce la prima cintura di sicurezza sul suo modello PV544.
- 17 agosto – Viene pubblicato Kind of Blue del trombettista Miles Davis, l'album di musica jazz più venduto della storia.
- 21 agosto – USA: le Hawaii entrano nell'unione, diventandone il 50º stato.

### Settembre
- 14 settembre – la sonda spaziale sovietica Luna 2 raggiunge la superficie lunare, schiantandosi nei pressi del Mare della Serenità.
- 23 settembre - Il tifone "Vera", un ciclone tropicale eccezionalmente intenso, colpisce pesantemente il Giappone provocando ingenti danni e 5.098 vittime.
- 25-27 settembre – Stati Uniti: per la prima volta dopo la fine della Seconda guerra mondiale, si incontrano a Camp David, residenza estiva del presidente degli Stati Uniti, il presidente Dwight Eisenhower e il segretario generale del Partito Comunista dell'Unione Sovietica, Nikita Khruščëv, dando avvio a una prima fase di "distensione" delle relazioni internazionali.

### Ottobre
- 1º ottobre – Il 10º anniversario della Repubblica Popolare Cinese viene celebrato con sfarzo tutto il paese.
- 7 ottobre – Unione Sovietica: la sonda russa "Luna 3" fotografa per la prima volta la faccia nascosta del nostro satellite.
- 21 ottobre – Stati Uniti: inaugurato a New York il Guggenheim Museum, realizzato dall'architetto Frank Lloyd Wright.
- 29 ottobre – Francia: Esce il primo numero del periodico Pilote, con la prima storia a fumetti di Asterix.

### Dicembre
- Francia: dopo l'allontanamento della Francia dall'Alleanza Atlantica, si riunisce a Parigi il Consiglio Atlantico per sanare le divergenze. Il risultato è negativo.
- 1º dicembre – firma del Trattato antartico
- 2 dicembre – Francia, Disastro del Frejus: alle 21:13 crolla la diga di Malpasset. L'inondazione che ne segue provoca 421 vittime. È il più grande disastro nella storia francese.
- 9 dicembre – Italia: viene ritrovata in via Genova a Taranto la tomba dell'Atleta di Taranto.

## Nati
Ci sono circa 3 580 voci su persone nate nel 1959; vedi la pagina Nati nel 1959 per un elenco descrittivo o la categoria Nati nel 1959 per un indice alfabetico.

## Morti
Ci sono circa 910 voci su persone morte nel 1959; vedi la pagina Morti nel 1959 per un elenco descrittivo o la categoria Morti nel 1959 per un indice alfabetico.

## Calendario
| Calendario 1959 | Calendario 1959 | Calendario 1959 | Calendario 1959 | Calendario 1959 | Calendario 1959 | Calendario 1959 | Calendario 1959 | Calendario 1959 | Calendario 1959 | Calendario 1959 | Calendario 1959 | Calendario 1959 | Calendario 1959 | Calendario 1959 | Calendario 1959 | Calendario 1959 | Calendario 1959 | Calendario 1959 | Calendario 1959 | Calendario 1959 | Calendario 1959 | Calendario 1959 | Calendario 1959 | Calendario 1959 | Calendario 1959 | Calendario 1959 | Calendario 1959 | Calendario 1959 | Calendario 1959 | Calendario 1959 | Calendario 1959 | Calendario 1959 |
| --------------- | --------------- | --------------- | --------------- | --------------- | --------------- | --------------- | --------------- | --------------- | --------------- | --------------- | --------------- | --------------- | --------------- | --------------- | --------------- | --------------- | --------------- | --------------- | --------------- | --------------- | --------------- | --------------- | --------------- | --------------- | --------------- | --------------- | --------------- | --------------- | --------------- | --------------- | --------------- | --------------- |
|                 | 1               | 2               | 3               | 4               | 5               | 6               | 7               | 8               | 9               | 10              | 11              | 12              | 13              | 14              | 15              | 16              | 17              | 18              | 19              | 20              | 21              | 22              | 23              | 24              | 25              | 26              | 27              | 28              | 29              | 30              | 31              |                 |
| Gennaio         | Gi              | Ve              | Sa              | Do              | Lu              | Ma              | Me              | Gi              | Ve              | Sa              | Do              | Lu              | Ma              | Me              | Gi              | Ve              | Sa              | Do              | Lu              | Ma              | Me              | Gi              | Ve              | Sa              | Do              | Lu              | Ma              | Me              | Gi              | Ve              | Sa              |                 |
| Febbraio        | Do              | Lu              | Ma              | Me              | Gi              | Ve              | Sa              | Do              | Lu              | Ma              | Me              | Gi              | Ve              | Sa              | Do              | Lu              | Ma              | Me              | Gi              | Ve              | Sa              | Do              | Lu              | Ma              | Me              | Gi              | Ve              | Sa              |                 |                 |                 |                 |
| Marzo           | Do              | Lu              | Ma              | Me              | Gi              | Ve              | Sa              | Do              | Lu              | Ma              | Me              | Gi              | Ve              | Sa              | Do              | Lu              | Ma              | Me              | Gi              | Ve              | Sa              | Do              | Lu              | Ma              | Me              | Gi              | Ve              | Sa              | Do              | Lu              | Ma              |                 |
| Aprile          | Me              | Gi              | Ve              | Sa              | Do              | Lu              | Ma              | Me              | Gi              | Ve              | Sa              | Do              | Lu              | Ma              | Me              | Gi              | Ve              | Sa              | Do              | Lu              | Ma              | Me              | Gi              | Ve              | Sa              | Do              | Lu              | Ma              | Me              | Gi              |                 |                 |
| Maggio          | Ve              | Sa              | Do              | Lu              | Ma              | Me              | Gi              | Ve              | Sa              | Do              | Lu              | Ma              | Me              | Gi              | Ve              | Sa              | Do              | Lu              | Ma              | Me              | Gi              | Ve              | Sa              | Do              | Lu              | Ma              | Me              | Gi              | Ve              | Sa              | Do              |                 |
| Giugno          | Lu              | Ma              | Me              | Gi              | Ve              | Sa              | Do              | Lu              | Ma              | Me              | Gi              | Ve              | Sa              | Do              | Lu              | Ma              | Me              | Gi              | Ve              | Sa              | Do              | Lu              | Ma              | Me              | Gi              | Ve              | Sa              | Do              | Lu              | Ma              |                 |                 |
| Luglio          | Me              | Gi              | Ve              | Sa              | Do              | Lu              | Ma              | Me              | Gi              | Ve              | Sa              | Do              | Lu              | Ma              | Me              | Gi              | Ve              | Sa              | Do              | Lu              | Ma              | Me              | Gi              | Ve              | Sa              | Do              | Lu              | Ma              | Me              | Gi              | Ve              |                 |
| Agosto          | Sa              | Do              | Lu              | Ma              | Me              | Gi              | Ve              | Sa              | Do              | Lu              | Ma              | Me              | Gi              | Ve              | Sa              | Do              | Lu              | Ma              | Me              | Gi              | Ve              | Sa              | Do              | Lu              | Ma              | Me              | Gi              | Ve              | Sa              | Do              | Lu              |                 |
| Settembre       | Ma              | Me              | Gi              | Ve              | Sa              | Do              | Lu              | Ma              | Me              | Gi              | Ve              | Sa              | Do              | Lu              | Ma              | Me              | Gi              | Ve              | Sa              | Do              | Lu              | Ma              | Me              | Gi              | Ve              | Sa              | Do              | Lu              | Ma              | Me              |                 |                 |
| Ottobre         | Gi              | Ve              | Sa              | Do              | Lu              | Ma              | Me              | Gi              | Ve              | Sa              | Do              | Lu              | Ma              | Me              | Gi              | Ve              | Sa              | Do              | Lu              | Ma              | Me              | Gi              | Ve              | Sa              | Do              | Lu              | Ma              | Me              | Gi              | Ve              | Sa              |                 |
| Novembre        | Do              | Lu              | Ma              | Me              | Gi              | Ve              | Sa              | Do              | Lu              | Ma              | Me              | Gi              | Ve              | Sa              | Do              | Lu              | Ma              | Me              | Gi              | Ve              | Sa              | Do              | Lu              | Ma              | Me              | Gi              | Ve              | Sa              | Do              | Lu              |                 |                 |
| Dicembre        | Ma              | Me              | Gi              | Ve              | Sa              | Do              | Lu              | Ma              | Me              | Gi              | Ve              | Sa              | Do              | Lu              | Ma              | Me              | Gi              | Ve              | Sa              | Do              | Lu              | Ma              | Me              | Gi              | Ve              | Sa              | Do              | Lu              | Ma              | Me              | Gi              |                 |

## Premi Nobel
- per la Pace: Philip J. Noel-Baker
- per la Letteratura: Salvatore Quasimodo
- per la Medicina: Arthur Kornberg, Severo Ochoa
- per la Fisica: Owen Chamberlain, Emilio Segrè
- per la Chimica: Jaroslav Heyrovský